# Vòng loại Cúp bóng đá châu Phi 2019
Các trận đấu của vòng loại Cúp bóng đá châu Phi 2019 được tổ chức bởi Liên đoàn bóng đá châu Phi (CAF) cho mùa giải thứ 32 này.
Theo quyết định của Ủy ban điều hành CAF vào ngày 20 tháng 7 năm 2017, có tổng cộng 24 đội đủ điều kiện để chơi trong giải đấu cuối cùng.

## Phân nhóm
Có 51 đội tuyển tham gia vòng loại, bao gồm Cameroon với tư cách là chủ nhà trước khi quyền chủ nhà của họ bị tước. Lễ bốc thăm vòng loại diễn ra vào ngày 12 tháng 1 năm 2017, 19:30 UTC+1, in Libreville, Gabon.

### Phân hạt giống
Để phân các hạt giống, các đội được xếp hạng bằng hệ thống riêng của CAF, được tính dựa trên thành tích của đội trong ba mùa giải gần đây nhất là giải đấu chung kết Cúp bóng đá châu Phi, ba mùa giải gần đây nhất là chiến dịch vòng loại cúp châu Phi và FIFA 2014 Giải đấu chung kết World Cup và chiến dịch vòng loại.
Những đội hạng 1–45 (Hạt giống 1–4) vào thẳng vòng đấu bảng, trong khi những đội hạng 46–51 (Hạt giống 5) vào vòng sơ bộ.
| Hạt giống       | Hạng | Đội                  | Các giải đấu       | Các giải đấu | Các giải đấu       | Các giải đấu | Các giải đấu       | Các giải đấu | Các giải đấu   | Các giải đấu             | Tổng cộng |
| Hạt giống       | Hạng | Đội                  | Vòng loại CAN 2017 | CAN 2015     | Vòng loại CAN 2015 | CAN 2013     | Vòng loại CAN 2013 | CAN 2012     | World Cup 2014 | Vòng loại World Cup 2018 | Tổng cộng |
| Hạt giống       | Hạng | Đội                  | × 2                | × 3          | × 1                | × 2          | × 0.5              | × 1          | × 2            | × 1                      | Tổng cộng |
| --------------- | ---- | -------------------- | ------------------ | ------------ | ------------------ | ------------ | ------------------ | ------------ | -------------- | ------------------------ | --------- |
| Hạt giống 1     | 1    | Bờ Biển Ngà          | 8                  | 24           | 3                  | 6            | 1.5                | 6            | 8              | 7                        | 63.5      |
| Hạt giống 1     | 2    | Ghana                | 8                  | 18           | 4                  | 8            | 1.5                | 4            | 6              | 7                        | 56.5      |
| Hạt giống 1     | 3    | Nigeria              | 6                  |              | 2                  | 16           | 1.5                |              | 12             | 7                        | 44.5      |
| Hạt giống 1     | 4    | Algérie              | 8                  | 9            | 4                  | 2            | 1.5                |              | 12             | 7                        | 43.5      |
| Hạt giống 1     | 5    | Tunisia              | 8                  | 9            | 4                  | 4            | 1.5                | 3            |                | 5                        | 34.5      |
| Hạt giống 1     | 6    | Mali                 | 8                  | 6            | 3                  | 8            | 1.5                | 4            |                | 3                        | 33.5      |
| Hạt giống 1     | 7    | Burkina Faso         | 8                  | 3            | 3                  | 12           | 1.5                | 1            |                | 5                        | 33.5      |
| Hạt giống 1     | 8    | CHDC Congo           | 8                  | 12           | 2                  | 4            | 1.5                |              |                | 2                        | 29.5      |
| Hạt giống 1     | 9    | Cameroon             | 8                  | 3            | 4                  |              | 1                  |              | 6              | 7                        | 29        |
| Hạt giống 1     | 10   | Zambia               | 4                  | 3            | 3                  | 4            | 1.5                | 8            |                | 3                        | 26.5      |
| Hạt giống 1     | 11   | Cabo Verde           | 6                  | 6            | 4                  | 6            | 1.5                |              |                | 3                        | 26.5      |
| Hạt giống 1     | 12   | Sénégal              | 8                  | 6            | 3o                 |              | 1                  | 1            |                | 5                        | 24        |
| Hạt giống 2     | 13   | Gabon                | 6                  | 6            | 4                  |              | 1                  | 3            |                | 2                        | 22        |
| Hạt giống 2     | 14   | Guinée               | 4                  | 9            | 3                  |              | 1                  | 2            |                | 3                        | 22        |
| Hạt giống 2     | 15   | Cộng hòa Congo       | 6                  | 9            | 3                  |              | 0.5                |              |                | 3                        | 21.5      |
| Hạt giống 2     | 16   | Guinea Xích Đạo      | 4                  | 12           |                    |              | 1                  | 3            |                | 1                        | 21        |
| Hạt giống 2     | 17   | Nam Phi              | 4                  | 3            | 4                  | 6            |                    |              |                | 3                        | 20        |
| Hạt giống 2     | 18   | Maroc                | 8                  |              |                    | 4            | 1.5                | 2            |                | 3                        | 18.5      |
| Hạt giống 2     | 19   | Ai Cập               | 8                  |              | 2                  |              | 0.5                |              |                | 5                        | 15.5      |
| Hạt giống 2     | 20   | Ethiopia             | 6                  |              | 1                  | 2            | 1.5                |              |                | 5                        | 15.5      |
| Hạt giống 2     | 21   | Togo                 | 6                  |              | 1                  | 6            | 1.5                |              |                | 1                        | 15.5      |
| Hạt giống 2     | 22   | Angola               | 4                  |              | 2                  | 2            | 1.5                | 2            |                | 2                        | 13.5      |
| Hạt giống 2     | 23   | Uganda               | 6                  |              | 2                  |              | 1                  |              |                | 3                        | 12        |
| Hạt giống 2     | 24   | Mozambique           | 6                  |              | 2                  |              | 1                  |              |                | 2                        | 11        |
| Hạt giống 3     | 25   | Zimbabwe             | 8                  |              |                    |              | 1                  |              |                | 1                        | 10        |
| Hạt giống 3     | 26   | Libya                | 4                  |              |                    |              | 1                  | 2            |                | 3                        | 10        |
| Hạt giống 3     | 27   | Botswana             | 4                  |              | 1                  |              | 1                  | 1            |                | 2                        | 9         |
| Hạt giống 3     | 28   | Niger                | 2                  |              | 1                  | 2            | 1.5                | 1            |                | 1                        | 8.5       |
| Hạt giống 3     | 29   | Bénin                | 6                  |              |                    |              | 0.5                |              |                | 2                        | 8.5       |
| Hạt giống 3     | 30   | Guiné-Bissau         | 8                  |              |                    |              | 0.5                |              |                |                          | 8.5       |
| Hạt giống 3     | 31   | Malawi               | 2                  |              | 2                  |              | 1                  |              |                | 3                        | 8         |
| Hạt giống 3     | 32   | Sudan                | 2                  |              | 1                  |              | 1                  | 3            |                | 1                        | 8         |
| Hạt giống 3     | 33   | Sierra Leone         | 4                  |              | 1                  |              | 1                  |              |                | 2                        | 8         |
| Hạt giống 3     | 34   | Trung Phi            | 6                  |              |                    |              | 1                  |              |                | 1                        | 8         |
| Hạt giống 3     | 35   | Tanzania             | 4                  |              |                    |              | 0.5                |              |                | 2                        | 6.5       |
| Hạt giống 3     | 36   | Burundi              | 6                  |              |                    |              | 0.5                |              |                |                          | 6.5       |
| Hạt giống 4     | 37   | Mauritanie           | 6                  |              |                    |              |                    |              |                |                          | 6         |
| Hạt giống 4     | 38   | Eswatini             | 6                  |              |                    |              |                    |              |                |                          | 6         |
| Hạt giống 4     | 39   | Liberia              | 4                  |              |                    |              | 1                  |              |                | 1                        | 6         |
| Hạt giống 4     | 40   | Namibia              | 4                  |              |                    |              | 0.5                |              |                | 1                        | 5.5       |
| Hạt giống 4     | 41   | Rwanda               | 4                  |              |                    |              | 0.5                |              |                | 1                        | 5.5       |
| Hạt giống 4     | 42   | Lesotho              | 2                  |              | 1                  |              |                    |              |                | 2                        | 5         |
| Hạt giống 4     | 43   | Kenya                | 2                  |              |                    |              | 0.5                |              |                | 2                        | 4.5       |
| Hạt giống 4     | 44   | Seychelles           | 4                  |              |                    |              | 0.5                |              |                |                          | 4.5       |
| Hạt giống 4     | 45   | Gambia               | 2                  |              |                    |              | 0.5                |              |                | 1                        | 3.5       |
| Hạt giống 5     | 46   | Madagascar           | 2                  |              |                    |              | 0.5                |              |                |                          | 2.5       |
| Hạt giống 5     | 47   | São Tomé và Príncipe | 2                  |              |                    |              | 0.5                |              |                |                          | 2.5       |
| Hạt giống 5     | 48   | Nam Sudan            | 2                  |              |                    |              |                    |              |                |                          | 2         |
| Hạt giống 5     | 49   | Comoros              | 2                  |              |                    |              |                    |              |                |                          | 2         |
| Hạt giống 5     | 50   | Djibouti             | 2                  |              |                    |              |                    |              |                |                          | 2         |
| Hạt giống 5     | 51   | Mauritius            | 2                  |              |                    |              |                    |              |                |                          | 2         |
| Không hạt giống | 52   | Tchad                |                    |              |                    |              | 0.5                |              |                |                          | 0.5       |
| Không hạt giống | 53   | Eritrea              |                    |              |                    |              |                    |              |                |                          | 0         |
| Không hạt giống | 54   | Somalia              |                    |              |                    |              |                    |              |                |                          | 0         |

Notes
1. ↑  Sierra Leone bước vào giai đoạn vòng loại, nhưng bị loại vì lệnh cấm của CAF.
2. ↑  Tchad bị CAF cấm tham gia do đội tuyển nước này đã rút lui khỏi vòng loại CAN 2019.[5]
3. 1 2  Eritrea và Somalia không tham dự.

### Thể thức
Chín đội từ hạt giống 4 được rút vào các bảng D - F, trong khi mười hai đội từ hạt giống 1,2,3 được xếp vào bảng A - L. Sáu đội từ hạt giống 5 được chia thành 3 cặp đấu trong vòng sơ loại và 3 đội chiến thắng được xếp vào 3 bảng A - C.

## Lịch thi đấu
Lịch thi đấu của vòng loại như sau.
| Vòng          | Ngày đấu   | Ngày thi đấu                | Ngày thi đấu                | Trận đấu                         |
| Vòng          | Ngày đấu   | Ngày thi đấu ban đầu        | Ngày thi đấu khi sửa đổi    | Trận đấu                         |
| ------------- | ---------- | --------------------------- | --------------------------- | -------------------------------- |
| Vòng sơ loại  | Lượt đi    | 20–ngày 28 tháng 3 năm 2017 | 20–ngày 28 tháng 3 năm 2017 | Đội 1 vs. đội 2                  |
| Vòng sơ loại  | Lượt về    | 20–ngày 28 tháng 3 năm 2017 | 20–ngày 28 tháng 3 năm 2017 | Đội 2 vs. Team 1                 |
| Vòng đấu bảng | Lượt đấu 1 | 5–13/6/2017                 | 5–13/6/2017                 | Đội 1 vs. Đội 2; Đội 3 vs. Đội 4 |
| Vòng đấu bảng | Lượt đấu 2 | 19–27/3/2018                | 3–11/9/2018                 | Đội 2 vs. Đội 3; Đội 4 vs. Đội 1 |
| Vòng đấu bảng | Lượt đấu 3 | 3–11/9/2018                 | 8–16/10/2018                | Đội 1 vs. Đội 3; Đội 2 vs. Đội 4 |
| Vòng đấu bảng | Lượt đấu 4 | 3–11/9/2018                 | 8–16/10/2018                | Đội 3 vs. Đội 1; Đội 4 vs. Đội 2 |
| Vòng đấu bảng | Lượt đấu 5 | 8–16/10/2018                | 12–20/11/2018               | Đội 2 vs. Đội 1; Đội 4 vs. Đội 3 |
| Vòng đấu bảng | Lượt đấu 6 | 5–13/11/2018                | 18–26/3/2019                | Đội 3 vs. Đội 2; Đội 1 vs. Đội 4 |

Trận đấu 2 đã bị hoãn theo yêu cầu của các đội đủ điều kiện FIFA World Cup 2018 để họ có thể chơi các trận giao hữu vào tháng 3 năm 2018 để chuẩn bị cho World Cup.

## Vòng sơ loại
6 đội từ hạt giống 5 tham gia vòng sơ loại thành 3 cặp đấu. 3 đội chiến thắng được đưa vào nhóm A - C.

| Đội 1                | TTS   | Đội 2      | Lượt đi | Lượt về |
| -------------------- | ----- | ---------- | ------- | ------- |
| São Tomé và Príncipe | 2 – 4 | Madagascar | 0–1     | 2–3     |
| Comoros              | 3 – 1 | Mauritius  | 2–0     | 1–1     |
| Djibouti             | 2 – 6 | Nam Sudan  | 2–0     | 0–6     |

## Vòng đấu bảng
48 đội được chia thành 12 bảng gồm bốn đội (từ bảng A đến bảng L). Họ bao gồm 45 đội tham gia trực tiếp, cộng với ba đội chiến thắng của vòng sơ loại
Tất cả những đội nhất bảng cộng với ba đội hạng nhì bảng xuất sắc nhất sẽ có đủ điều kiện cho vòng chung kết
Vào ngày 20 tháng 7 năm 2017, khi vòng đầu tiên của vòng đấu bảng đã được chơi, giải đấu cuối cùng đã được mở rộng từ 16 đến 24 đội. Theo định dạng mới, đội được xếp hạng tốt nhất ngoài Cameroon sẽ có đủ điều kiện từ Bảng B, trong khi nhóm chiến thắng và á quân sẽ có đủ điều kiện từ tất cả các nhóm khác.
Vào ngày 30 tháng 11 năm 2018, Cameroon đã bị tước quyền chủ nhà. Đội đã mất vị trí tự động cho trận chung kết nhưng vẫn có thể vượt qua vòng loại, điều mà cuối cùng họ đã làm được. Vào ngày 8 tháng 1 năm 2019 Ai Cập được đặt là chủ nhà thay thế. Vì vào thời điểm đó, Ai Cập đã được đảm bảo về kết thúc top 2 trong bảng J, những người chiến thắng và á quân từ tất cả các nhóm đủ điều kiện sẽ đủ điều kiện cho giải đấu cuối cùng.
 
Các đội được xếp hạng theo điểm (3 điểm cho một chiến thắng, 1 điểm cho một trận hòa, 0 điểm cho một trận thua). Cách xếp hạng:
1. Điểm
2. Hiệu số bàn thắng(lấy số bàn thắng ghi được trừ số bàn thua) lượt đi-lượt về giữa hai đội bằng điểm
3. Bàn thắng ghi được lượt đi-lượt về giữa hai đội bằng điểm
4. Bàn thắng ghi được ở sân khách giữa hai đội bằng điểm
5. Nếu sau khi so sánh 4 tiêu chí trên vẫn có 2 hay nhiều đội bằng nhau thì lặp lại 4 tiêu chí đó với các đội này. Nếu vẫn bằng nhau thì xét đến các tiêu chí tiếp theo
6. Kết quả thi đấu với các đội trong bảng
7. Hiệu số bàn thắng
8. Số bàn thắng
9. Số bàn thắng sân khách
10. Chỉ số chơi đẹp
11. Bốc thăm

### Bảng A
| VT | Đội             | ST | T | H | B | BT | BB | HS  | Đ  | Giành quyền tham dự |
| -- | --------------- | -- | - | - | - | -- | -- | --- | -- | ------------------- |
| 1  | Sénégal         | 6  | 5 | 1 | 0 | 12 | 2  | +10 | 16 | Vòng chung kết      |
| 2  | Madagascar      | 6  | 3 | 1 | 2 | 8  | 8  | 0   | 10 | Vòng chung kết      |
| 3  | Guinea Xích Đạo | 6  | 2 | 0 | 4 | 5  | 7  | −2  | 6  |                     |
| 4  | Sudan           | 6  | 1 | 0 | 5 | 5  | 13 | −8  | 3  |                     |

| Sudan          | 1–3      | Madagascar                                           |
| -------------- | -------- | ---------------------------------------------------- |
| - El Tahir 72' | Chi tiết | - Andriatsima 15', 83' - Andriamatsinoro 62' (ph.đ.) |

| Sénégal                   | 3–0      | Guinea Xích Đạo |
| ------------------------- | -------- | --------------- |
| - Sow 1', 72' - Gueye 90' | Chi tiết |                 |

| Guinea Xích Đạo | 1–0      | Sudan |
| --------------- | -------- | ----- |
| - Nsue 30'      | Chi tiết |       |

| Madagascar                         | 2–2      | Sénégal                  |
| ---------------------------------- | -------- | ------------------------ |
| - Voavy 43' - Koulibaly 67' (l.n.) | Chi tiết | - Konaté 26' - Keita 62' |

| Guinea Xích Đạo | 0–1      | Madagascar        |
| --------------- | -------- | ----------------- |
|                 | Chi tiết | - Andriatsima 19' |

| Sénégal                             | 3–0      | Sudan |
| ----------------------------------- | -------- | ----- |
| - Cissé 17' - Gueye 18' - Niang 50' | Chi tiết |       |

| Madagascar             | 1–0      | Guinea Xích Đạo |
| ---------------------- | -------- | --------------- |
| - Rakotoharimalala 42' | Chi tiết |                 |

| Sudan | 0–1      | Sénégal       |
| ----- | -------- | ------------- |
|       | Chi tiết | - S. Sarr 86' |

| Guinea Xích Đạo | 0–1      | Sénégal               |
| --------------- | -------- | --------------------- |
|                 | Chi tiết | - Meseguer 52' (l.n.) |

| Madagascar            | 1–3      | Sudan                                |
| --------------------- | -------- | ------------------------------------ |
| - Andriamatsinoro 77' | Chi tiết | - Musa 2' - Abuaagla 61' - Yasir 85' |

| Sudan        | 1–4      | Guinea Xích Đạo                                          |
| ------------ | -------- | -------------------------------------------------------- |
| - Bakhit 15' | Chi tiết | - Nsue 19' (ph.đ.), 36' (ph.đ.) - Ganet 49' - Obiang 85' |

| Sénégal          | 2–0      | Madagascar |
| ---------------- | -------- | ---------- |
| - Niang 27', 56' | Chi tiết |            |

### Bảng B
| VT | Đội      | ST | T | H | B | BT | BB | HS | Đ  | Giành quyền tham dự |
| -- | -------- | -- | - | - | - | -- | -- | -- | -- | ------------------- |
| 1  | Maroc    | 6  | 3 | 2 | 1 | 8  | 3  | +5 | 11 | Vòng chung kết      |
| 2  | Cameroon | 6  | 3 | 2 | 1 | 6  | 3  | +3 | 11 | Vòng chung kết      |
| 3  | Malawi   | 6  | 1 | 2 | 3 | 2  | 6  | −4 | 5  |                     |
| 4  | Comoros  | 6  | 1 | 2 | 3 | 5  | 9  | −4 | 5  |                     |

- Bàn thắng ghi được trên sân khách Malawi - Comoros:1-0
- Hiệu số đối đầu: Cameroon -1 Maroc 1

| Malawi         | 1–0      | Comoros |
| -------------- | -------- | ------- |
| - G. Phiri 32' | Chi tiết |         |

| Cameroon        | 1–0      | Maroc |
| --------------- | -------- | ----- |
| - Aboubakar 28' | Chi tiết |       |

| Comoros             | 1–1      | Cameroon      |
| ------------------- | -------- | ------------- |
| - Ben Nabouhane 15' | Chi tiết | - Bahoken 80' |

| Maroc                            | 3–0      | Malawi |
| -------------------------------- | -------- | ------ |
| - Ziyech 3' - En-Nesyri 42', 78' | Chi tiết |        |

| Cameroon            | 1–0      | Malawi |
| ------------------- | -------- | ------ |
| - Choupo-Moting 63' | Chi tiết |        |

| Maroc                | 1–0      | Comoros |
| -------------------- | -------- | ------- |
| - Fajr 90+7' (ph.đ.) | Chi tiết |         |

| Comoros                 | 2–2      | Maroc                       |
| ----------------------- | -------- | --------------------------- |
| - Ben Nabouhane 8', 89' | Chi tiết | - Boutaïb 53' - Amrabat 61' |

| Malawi | 0–0      | Cameroon |
| ------ | -------- | -------- |
|        | Chi tiết |          |

| Maroc                     | 2–0      | Cameroon |
| ------------------------- | -------- | -------- |
| - Ziyech 54' (ph.đ.), 66' | Chi tiết |          |

| Comoros                         | 2–1      | Malawi         |
| ------------------------------- | -------- | -------------- |
| - Ben Nabouhane 2' - Chamed 67' | Chi tiết | - P. Phiri 65' |

| Malawi | 0–0      | Maroc |
| ------ | -------- | ----- |
|        | Chi tiết |       |

| Cameroon                                       | 3–0      | Comoros |
| ---------------------------------------------- | -------- | ------- |
| - Choupo-Moting 37' - Bassogog 53' - N'Jie 89' | Chi tiết |         |

### Bảng C
| VT | Đội       | ST | T | H | B | BT | BB | HS  | Đ  | Giành quyền tham dự |
| -- | --------- | -- | - | - | - | -- | -- | --- | -- | ------------------- |
| 1  | Mali      | 6  | 4 | 2 | 0 | 10 | 2  | +8  | 14 | Vòng chung kết      |
| 2  | Burundi   | 6  | 2 | 4 | 0 | 11 | 5  | +6  | 10 | Vòng chung kết      |
| 3  | Gabon     | 6  | 2 | 2 | 2 | 7  | 5  | +2  | 8  |                     |
| 4  | Nam Sudan | 6  | 0 | 0 | 6 | 2  | 18 | −16 | 0  |                     |

| Burundi                                           | 3–0      | Nam Sudan |
| ------------------------------------------------- | -------- | --------- |
| - Amissi 12' - Duhayindavyi 16' - Abdul Razak 30' | Chi tiết |           |

| Mali                              | 2–1      | Gabon        |
| --------------------------------- | -------- | ------------ |
| - K. Coulibaly 54' - Bissouma 57' | Chi tiết | - Bouanga 3' |

| Gabon            | 1–1      | Burundi        |
| ---------------- | -------- | -------------- |
| - Aubameyang 75' | Chi tiết | - Berahino 38' |

| Nam Sudan | 0–3      | Mali                                         |
| --------- | -------- | -------------------------------------------- |
|           | Chi tiết | - Marega 45' - S. Coulibaly 71' - Traoré 87' |

| Gabon                                               | 3–0      | Nam Sudan |
| --------------------------------------------------- | -------- | --------- |
| - Bouanga 27' - Appindangoyé 58' - James 87' (l.n.) | Chi tiết |           |

| Mali | 0–0      | Burundi |
| ---- | -------- | ------- |
|      | Chi tiết |         |

| Burundi          | 1–1      | Mali         |
| ---------------- | -------- | ------------ |
| - Abdul Razak 9' | Chi tiết | - Fofana 48' |

| Nam Sudan | 0–1      | Gabon      |
| --------- | -------- | ---------- |
|           | Chi tiết | - Poko 59' |

| Nam Sudan             | 2–5      | Burundi                                         |
| --------------------- | -------- | ----------------------------------------------- |
| - Lual 11' - Aboi 63' | Chi tiết | - Abdul Razak 12', 73', 89', 90+1' - Amissi 39' |

| Gabon | 0–1      | Mali          |
| ----- | -------- | ------------- |
|       | Chi tiết | - Doumbia 11' |

| Burundi      | 1–1      | Gabon               |
| ------------ | -------- | ------------------- |
| - Amissi 76' | Chi tiết | - Ngando 82' (l.n.) |

| Mali                                          | 3–0      | Nam Sudan |
| --------------------------------------------- | -------- | --------- |
| - K. Coulibaly 18' - Djenepo 28' - Traoré 90' | Chi tiết |           |

### Bảng D
| VT | Đội     | ST | T | H | B | BT | BB | HS | Đ  | Giành quyền tham dự |
| -- | ------- | -- | - | - | - | -- | -- | -- | -- | ------------------- |
| 1  | Algérie | 6  | 3 | 2 | 1 | 9  | 4  | +5 | 11 | Vòng chung kết      |
| 2  | Bénin   | 6  | 3 | 1 | 2 | 5  | 6  | −1 | 10 | Vòng chung kết      |
| 3  | Gambia  | 6  | 1 | 3 | 2 | 6  | 6  | 0  | 6  |                     |
| 4  | Togo    | 6  | 1 | 2 | 3 | 4  | 8  | −4 | 5  |                     |

| Bénin           | 1–0      | Gambia |
| --------------- | -------- | ------ |
| - Sessègnon 53' | Chi tiết |        |

| Algérie     | 1–0      | Togo |
| ----------- | -------- | ---- |
| - Hanni 22' | Chi tiết |      |

| Gambia       | 1–1      | Algérie         |
| ------------ | -------- | --------------- |
| - Ceesay 49' | Chi tiết | - Bounedjah 47' |

| Togo | 0–0      | Bénin |
| ---- | -------- | ----- |
|      | Chi tiết |       |

| Togo         | 1–1      | Gambia      |
| ------------ | -------- | ----------- |
| - Denkey 84' | Chi tiết | - Ceesay 7' |

| Algérie                          | 2–0      | Bénin |
| -------------------------------- | -------- | ----- |
| - Bensebaini 20' - Bounedjah 73' | Chi tiết |       |

| Bénin           | 1–0      | Algérie |
| --------------- | -------- | ------- |
| - D'Almeida 16' | Chi tiết |         |

| Gambia | 0–1      | Togo        |
| ------ | -------- | ----------- |
|        | Chi tiết | - Ayité 90' |

| Gambia                                          | 3–1      | Bénin        |
| ----------------------------------------------- | -------- | ------------ |
| - L. Jallow 70' - B. Jobe 78' - A. Jallow 90+4' | Chi tiết | - Mounié 34' |

| Togo              | 1–4      | Algérie                                         |
| ----------------- | -------- | ----------------------------------------------- |
| - Fo-Doh Laba 55' | Chi tiết | - Mahrez 13', 30' - Attal 28' - Bounedjah 90+2' |

| Algérie     | 1–1      | Gambia        |
| ----------- | -------- | ------------- |
| - Abeid 42' | Chi tiết | - Danso 90+2' |

| Bénin                     | 2–1      | Togo           |
| ------------------------- | -------- | -------------- |
| - Djigla 12' - Mounié 83' | Chi tiết | - Adebayor 72' |

### Bảng E
| VT | Đội        | ST | T | H | B | BT | BB | HS  | Đ  | Giành quyền tham dự |
| -- | ---------- | -- | - | - | - | -- | -- | --- | -- | ------------------- |
| 1  | Nigeria    | 6  | 4 | 1 | 1 | 14 | 6  | +8  | 13 | Vòng chung kết      |
| 2  | Nam Phi    | 6  | 3 | 3 | 0 | 11 | 2  | +9  | 12 | Vòng chung kết      |
| 3  | Libya      | 6  | 2 | 1 | 3 | 16 | 11 | +5  | 7  |                     |
| 4  | Seychelles | 6  | 0 | 1 | 5 | 3  | 25 | −22 | 1  |                     |

| Libya                                                                      | 5–1      | Seychelles    |
| -------------------------------------------------------------------------- | -------- | ------------- |
| - Saltou 22' - Benali 26' (ph.đ.) - Elhouni 45+1' - Zubya 65' - Ellafi 82' | Chi tiết | - Coralie 90' |

| Nigeria | 0–2      | Nam Phi                |
| ------- | -------- | ---------------------- |
|         | Chi tiết | - Rantie 54' - Tau 81' |

| Seychelles | 0–3      | Nigeria                                       |
| ---------- | -------- | --------------------------------------------- |
|            | Chi tiết | - Musa 14' - Awaziem 33' - Ighalo 57' (ph.đ.) |

| Nam Phi | 0–0      | Libya |
| ------- | -------- | ----- |
|         | Chi tiết |       |

| Nam Phi                                                                                    | 6–0      | Seychelles |
| ------------------------------------------------------------------------------------------ | -------- | ---------- |
| - Hoareau 22' (l.n.) - Hlatshwayo 24' - Mothiba 26' - Tau 73' - Ndlovu 80' - Mokoena 90+2' | Chi tiết |            |

| Nigeria                                  | 4–0      | Libya |
| ---------------------------------------- | -------- | ----- |
| - Ighalo 4' (ph.đ.), 57', 68' - Kalu 89' | Chi tiết |       |

| Seychelles | 0–0      | Nam Phi |
| ---------- | -------- | ------- |
|            | Chi tiết |         |

| Libya                    | 2–3      | Nigeria                      |
| ------------------------ | -------- | ---------------------------- |
| - Zubya 34' - Benali 73' | Chi tiết | - Ighalo 13', 80' - Musa 16' |

| Seychelles    | 1–8      | Libya                                                                                        |
| ------------- | -------- | -------------------------------------------------------------------------------------------- |
| - Monnaie 71' | Chi tiết | - Sabbou 2' - Saltou 20', 31', 62' - Majdi 55' - Elmslaty 58' - Al-Shadi 85' - Elhouni 90+2' |

| Nam Phi       | 1–1      | Nigeria               |
| ------------- | -------- | --------------------- |
| - Mothiba 25' | Chi tiết | - Mkhwanazi 9' (l.n.) |

| Nigeria                                           | 3–1      | Seychelles    |
| ------------------------------------------------- | -------- | ------------- |
| - Ighalo 35' (ph.đ.) - Onyekuru 50' - Simon 90+1' | Chi tiết | - Melanie 41' |

| Libya                | 1–2      | Nam Phi        |
| -------------------- | -------- | -------------- |
| - Benali 66' (ph.đ.) | Chi tiết | - Tau 50', 69' |

### Bảng F
| VT | Đội          | ST | T | H | B | BT | BB | HS  | Đ | Giành quyền tham dự |
| -- | ------------ | -- | - | - | - | -- | -- | --- | - | ------------------- |
| 1  | Ghana        | 4  | 3 | 0 | 1 | 8  | 1  | +7  | 9 | Vòng chung kết      |
| 2  | Kenya        | 4  | 2 | 1 | 1 | 4  | 1  | +3  | 7 | Vòng chung kết      |
| 3  | Ethiopia     | 4  | 0 | 1 | 3 | 0  | 10 | −10 | 1 |                     |
| 4  | Sierra Leone | 0  | 0 | 0 | 0 | 0  | 0  | 0   | 0 | Bỏ cuộc giữa chừng  |

- Vào ngày 30 tháng 11 năm 2018, CAF đã quyết định loại Sierra Leone khỏi vòng loại và tất cả các trận đấu của họ đã bị hủy bỏ, do FIFA đình chỉ Hiệp hội bóng đá Sierra Leone vào ngày 5 tháng 10 năm 2018

| Sierra Leone                      | Bị hủy (tỉ số ban đầu 2–1) | Kenya        |
| --------------------------------- | -------------------------- | ------------ |
| - Wobay 22' - Bangura 69' (ph.đ.) | Chi tiết                   | - Olunga 75' |

| Ghana                                                | 5–0      | Ethiopia |
| ---------------------------------------------------- | -------- | -------- |
| - Gyan 10' - Boye 15' - Ofori 35' - Dwamena 48', 70' | Chi tiết |          |

| Kenya              | 1–0      | Ghana |
| ------------------ | -------- | ----- |
| - Opoku 40' (l.n.) | Chi tiết |       |

| Ethiopia             | Bị hủy (tỉ số ban đầu 1–0) | Sierra Leone |
| -------------------- | -------------------------- | ------------ |
| - Kebede 36' (ph.đ.) | Chi tiết                   |              |

| Ethiopia | 0–0      | Kenya |
| -------- | -------- | ----- |
|          | Chi tiết |       |

| Ghana | Bị hủy   | Sierra Leone |
| ----- | -------- | ------------ |
|       | Chi tiết |              |

| Kenya                                           | 3–0      | Ethiopia |
| ----------------------------------------------- | -------- | -------- |
| - Olunga 23' - Johana 27' - Wanyama 67' (ph.đ.) | Chi tiết |          |

| Sierra Leone | Bị hủy   | Ghana |
| ------------ | -------- | ----- |
|              | Chi tiết |       |

| Ethiopia | 0–2      | Ghana                     |
| -------- | -------- | ------------------------- |
|          | Chi tiết | - J. Ayew 3', 24' (ph.đ.) |

| Kenya | Bị hủy   | Sierra Leone |
| ----- | -------- | ------------ |
|       | Chi tiết |              |

| Ghana        | 1–0      | Kenya |
| ------------ | -------- | ----- |
| - Ekuban 82' | Chi tiết |       |

| Sierra Leone | Bị hủy   | Ethiopia |
| ------------ | -------- | -------- |
|              | Chi tiết |          |

### Bảng G
| VT | Đội            | ST | T | H | B | BT | BB | HS  | Đ  | Giành quyền tham dự |
| -- | -------------- | -- | - | - | - | -- | -- | --- | -- | ------------------- |
| 1  | Zimbabwe       | 6  | 5 | 1 | 0 | 12 | 2  | +10 | 16 | Vòng chung kết      |
| 2  | CHDC Congo     | 6  | 3 | 1 | 2 | 8  | 8  | 0   | 10 | Vòng chung kết      |
| 3  | Liberia        | 6  | 2 | 0 | 4 | 5  | 7  | −2  | 6  |                     |
| 4  | Cộng hòa Congo | 6  | 1 | 0 | 5 | 5  | 13 | −8  | 3  |                     |

| CHDC Congo                      | 3–1      | Cộng hòa Congo  |
| ------------------------------- | -------- | --------------- |
| - Bakambu 19', 54' - Mbemba 90' | Chi tiết | - Bifouma 45+1' |

| Zimbabwe               | 3–0      | Liberia |
| ---------------------- | -------- | ------- |
| - Musona 23', 49', 62' | Chi tiết |         |

| Cộng hòa Congo | 1–1      | Zimbabwe      |
| -------------- | -------- | ------------- |
| - Bifouma 50'  | Chi tiết | - Billiat 21' |

| Liberia     | 1–1      | CHDC Congo |
| ----------- | -------- | ---------- |
| - Jebor 62' | Chi tiết | - Elia 82' |

| Cộng hòa Congo                           | 3–1      | Liberia       |
| ---------------------------------------- | -------- | ------------- |
| - Ndockyt 15' - Ibara 61' - Oniangué 89' | Chi tiết | - Johnson 47' |

| CHDC Congo      | 1–2      | Zimbabwe                      |
| --------------- | -------- | ----------------------------- |
| - Bolasie 90+2' | Chi tiết | - Pfumbidzai 21' - Musona 68' |

| Zimbabwe     | 1–1      | CHDC Congo          |
| ------------ | -------- | ------------------- |
| - Billiat 2' | Chi tiết | - Hadebe 24' (l.n.) |

| Liberia                     | 2–1      | Cộng hòa Congo |
| --------------------------- | -------- | -------------- |
| - Dennis Jr. 7' - Jebor 11' | Chi tiết | - Ibara 12'    |

| Cộng hòa Congo | 1–1      | CHDC Congo    |
| -------------- | -------- | ------------- |
| - Bifouma 38'  | Chi tiết | - Kasongo 25' |

| Liberia     | 1–0      | Zimbabwe |
| ----------- | -------- | -------- |
| - Jebor 72' | Chi tiết |          |

| Zimbabwe                   | 2–0      | Cộng hòa Congo |
| -------------------------- | -------- | -------------- |
| - Billiat 20' - Musona 36' | Chi tiết |                |

| CHDC Congo    | 1–0      | Liberia |
| ------------- | -------- | ------- |
| - Bakambu 52' | Chi tiết |         |

### Bảng H
| VT | Đội         | ST | T | H | B | BT | BB | HS | Đ  | Giành quyền tham dự |
| -- | ----------- | -- | - | - | - | -- | -- | -- | -- | ------------------- |
| 1  | Guinée      | 6  | 3 | 3 | 0 | 8  | 4  | +4 | 12 | Vòng chung kết      |
| 2  | Bờ Biển Ngà | 6  | 3 | 2 | 1 | 12 | 5  | +7 | 11 | Vòng chung kết      |
| 3  | Trung Phi   | 6  | 1 | 3 | 2 | 4  | 8  | −4 | 6  |                     |
| 4  | Rwanda      | 6  | 0 | 2 | 4 | 5  | 12 | −7 | 2  |                     |

| Bờ Biển Ngà        | 2–3      | Guinée                                |
| ------------------ | -------- | ------------------------------------- |
| - Doumbia 14', 61' | Chi tiết | - Diallo 31' - Kamano 65' - Keïta 78' |

| Trung Phi                    | 2–1      | Rwanda         |
| ---------------------------- | -------- | -------------- |
| - Gourrier 46' - Kéïta 90+3' | Chi tiết | - Sugira 90+1' |

| Rwanda       | 1–2      | Bờ Biển Ngà               |
| ------------ | -------- | ------------------------- |
| - Kagere 64' | Chi tiết | - Kodjia 45' - Gradel 48' |

| Guinée       | 1–0      | Trung Phi |
| ------------ | -------- | --------- |
| - Soumah 73' | Chi tiết |           |

| Guinée                           | 2–0      | Rwanda |
| -------------------------------- | -------- | ------ |
| - Kamano 37' (ph.đ.) - Cissé 72' | Chi tiết |        |

| Bờ Biển Ngà                                           | 4–0      | Trung Phi |
| ----------------------------------------------------- | -------- | --------- |
| - Kodjia 26' - Bailly 52' - Doukouré 58' - Cornet 75' | Chi tiết |           |

| Rwanda          | 1–1      | Guinée      |
| --------------- | -------- | ----------- |
| - Tuyisenge 77' | Chi tiết | - Kanté 31' |

| Trung Phi | 0–0      | Bờ Biển Ngà |
| --------- | -------- | ----------- |
|           | Chi tiết |             |

| Rwanda               | 2–2      | Trung Phi                       |
| -------------------- | -------- | ------------------------------- |
| - Tuyisenge 10', 45' | Chi tiết | - Habibou 27' - Kondogbia 90+5' |

| Guinée        | 1–1      | Bờ Biển Ngà |
| ------------- | -------- | ----------- |
| - Yattara 11' | Chi tiết | - Seri 21'  |

| Bờ Biển Ngà                         | 3–0      | Rwanda |
| ----------------------------------- | -------- | ------ |
| - Pépé 7' - Bailly 67' - Cornet 72' | Chi tiết |        |

| Trung Phi | 0–0      | Guinée |
| --------- | -------- | ------ |
|           | Chi tiết |        |

### Bảng I
| VT | Đội          | ST | T | H | B | BT | BB | HS | Đ  | Giành quyền tham dự |
| -- | ------------ | -- | - | - | - | -- | -- | -- | -- | ------------------- |
| 1  | Angola       | 6  | 4 | 0 | 2 | 9  | 6  | +3 | 12 | Vòng chung kết      |
| 2  | Mauritanie   | 6  | 3 | 1 | 2 | 8  | 8  | 0  | 10 | Vòng chung kết      |
| 3  | Burkina Faso | 6  | 2 | 0 | 4 | 5  | 7  | −2 | 6  |                     |
| 4  | Botswana     | 6  | 1 | 0 | 5 | 5  | 13 | −8 | 3  |                     |

- Hiệu số đối đầu:Angola 2 Mauritanie -2

| Botswana | 0–1      | Mauritanie    |
| -------- | -------- | ------------- |
|          | Chi tiết | - Soudani 77' |

| Burkina Faso                             | 3–1      | Angola       |
| ---------------------------------------- | -------- | ------------ |
| - Bancé 21', 42' (ph.đ.) - B. Traoré 79' | Chi tiết | - Gelson 23' |

| Mauritanie                 | 2–0      | Burkina Faso |
| -------------------------- | -------- | ------------ |
| - Diakité 37' - Camara 39' | Chi tiết |              |

| Angola       | 1–0      | Botswana |
| ------------ | -------- | -------- |
| - Gelson 30' | Chi tiết |          |

| Angola                                              | 4–1      | Mauritanie    |
| --------------------------------------------------- | -------- | ------------- |
| - Mateus 12' (ph.đ.), 16' - Djalma 52' - Gelson 80' | Chi tiết | - El Hacen 2' |

| Burkina Faso                                | 3–0      | Botswana |
| ------------------------------------------- | -------- | -------- |
| - Pitroipa 4' - Diawara 48' - A. Traoré 61' | Chi tiết |          |

| Botswana | 0–0      | Burkina Faso |
| -------- | -------- | ------------ |
|          | Chi tiết |              |

| Mauritanie | 1–0      | Angola |
| ---------- | -------- | ------ |
| - Ba 17'   | Chi tiết |        |

| Angola              | 2–1      | Burkina Faso |
| ------------------- | -------- | ------------ |
| - Mateus 45+1', 57' | Chi tiết | - Dayo 69'   |

| Mauritanie         | 2–1      | Botswana  |
| ------------------ | -------- | --------- |
| - Diakité 20', 84' | Chi tiết | - Kobe 4' |

| Botswana | 0–1      | Angola        |
| -------- | -------- | ------------- |
|          | Chi tiết | - Eduardo 21' |

| Burkina Faso    | 1–0      | Mauritanie |
| --------------- | -------- | ---------- |
| - B. Traoré 19' | Chi tiết |            |

### Bảng J
| VT | Đội      | ST | T | H | B | BT | BB | HS  | Đ  | Giành quyền tham dự |
| -- | -------- | -- | - | - | - | -- | -- | --- | -- | ------------------- |
| 1  | Tunisia  | 6  | 5 | 0 | 1 | 12 | 4  | +8  | 15 | Vòng chung kết      |
| 2  | Ai Cập   | 6  | 4 | 1 | 1 | 16 | 5  | +11 | 13 | Vòng chung kết      |
| 3  | Niger    | 6  | 1 | 2 | 3 | 4  | 11 | −7  | 5  |                     |
| 4  | Eswatini | 6  | 0 | 1 | 5 | 2  | 14 | −12 | 1  |                     |

- Ai Cập đã thay thế Cameroon làm chủ nhà của giải đấu vào ngày 8 tháng 1 năm 2019. Vào thời điểm đó, họ đã giành được hai vị trí cao nhất trong bảng J và đảm bảo đủ điều kiện tham dự giải đấu cuối cùng.
- Tên chính thức của Swaziland đã được đổi thành Eswatini vào năm 2018 sau khi họ chơi trận đấu vòng loại đầu tiên, và kể từ đó, cả FIFA và CAF đã sử dụng tên Eswatini để sử dụng chính thức

| Niger | 0–0      | Swaziland |
| ----- | -------- | --------- |
|       | Chi tiết |           |

| Tunisia        | 1–0      | Ai Cập |
| -------------- | -------- | ------ |
| - Khenissi 47' | Chi tiết |        |

| Ai Cập                                                                       | 6–0      | Niger |
| ---------------------------------------------------------------------------- | -------- | ----- |
| - M. Mohsen 13' - Ashraf 20' - Salah 29', 86' - S. Mohsen 73' - Elneny 90+2' | Chi tiết |       |

| Eswatini | 0–2      | Tunisia                    |
| -------- | -------- | -------------------------- |
|          | Chi tiết | - Khenissi 18' - Sliti 37' |

| Ai Cập                                                      | 4–1      | Eswatini      |
| ----------------------------------------------------------- | -------- | ------------- |
| - A. El Mohamady 7' - Warda 10' - Trézéguet 29' - Salah 44' | Chi tiết | - Gamedze 85' |

| Tunisia      | 1–0      | Niger |
| ------------ | -------- | ----- |
| - Meriah 17' | Chi tiết |       |

| Eswatini | 0–2      | Ai Cập                       |
| -------- | -------- | ---------------------------- |
|          | Chi tiết | - Hegazi 19' - M. Mohsen 53' |

| Niger         | 1–2      | Tunisia            |
| ------------- | -------- | ------------------ |
| - Oumarou 36' | Chi tiết | - Chaouat 28', 32' |

| Ai Cập                                           | 3–2      | Tunisia          |
| ------------------------------------------------ | -------- | ---------------- |
| - Trézéguet 32' - B. El Mohamady 60' - Salah 90' | Chi tiết | - Sliti 13', 72' |

| Eswatini       | 1–2      | Niger               |
| -------------- | -------- | ------------------- |
| - Nkambule 19' | Chi tiết | - Adebayor 55', 77' |

| Tunisia                                                | 4–0      | Eswatini |
| ------------------------------------------------------ | -------- | -------- |
| - Ben Youssef 21' - Badri 34' - Sliti 53' - Meriah 62' | Chi tiết |          |

| Niger         | 1–1      | Ai Cập          |
| ------------- | -------- | --------------- |
| - Moutari 82' | Chi tiết | - Trézéguet 47' |

### Bảng K
| VT | Đội          | ST | T | H | B | BT | BB | HS | Đ | Giành quyền tham dự |
| -- | ------------ | -- | - | - | - | -- | -- | -- | - | ------------------- |
| 1  | Guiné-Bissau | 6  | 2 | 3 | 1 | 8  | 7  | +1 | 9 | Vòng chung kết      |
| 2  | Namibia      | 6  | 2 | 2 | 2 | 5  | 7  | −2 | 8 | Vòng chung kết      |
| 3  | Mozambique   | 6  | 2 | 2 | 2 | 7  | 7  | 0  | 8 |                     |
| 4  | Zambia       | 6  | 2 | 1 | 3 | 8  | 7  | +1 | 7 |                     |

- Hiệu số đối đầu: Nambia 2, Mozambique -2

| Zambia | 0–1      | Mozambique   |
| ------ | -------- | ------------ |
|        | Chi tiết | - Ratifo 90' |

| Guiné-Bissau | 1–0      | Namibia |
| ------------ | -------- | ------- |
| - Gomes 23'  | Chi tiết |         |

| Namibia        | 1–1      | Zambia         |
| -------------- | -------- | -------------- |
| - Shilongo 79' | Chi tiết | - Shonga 90+2' |

| Mozambique                        | 2–2      | Guiné-Bissau               |
| --------------------------------- | -------- | -------------------------- |
| - Zainadine 43' - Reginaldo 90+2' | Chi tiết | - Embaló 51' - Mendy 90+8' |

| Zambia                   | 2–1      | Guiné-Bissau |
| ------------------------ | -------- | ------------ |
| - Sunzu 17' - Shonga 52' | Chi tiết | - Mendy 80'  |

| Mozambique  | 1–2      | Namibia                    |
| ----------- | -------- | -------------------------- |
| - Mexer 26' | Chi tiết | - Shitembi 69' - Hotto 90' |

| Guiné-Bissau              | 2–1      | Zambia       |
| ------------------------- | -------- | ------------ |
| - Piqueti 53' - Silva 61' | Chi tiết | - Shonga 12' |

| Namibia         | 1–0      | Mozambique |
| --------------- | -------- | ---------- |
| - Shalulile 72' | Chi tiết |            |

| Namibia | 0–0      | Guiné-Bissau |
| ------- | -------- | ------------ |
|         | Chi tiết |              |

| Mozambique      | 1–0      | Zambia |
| --------------- | -------- | ------ |
| - Reginaldo 63' | Chi tiết |        |

| Guiné-Bissau              | 2–2      | Mozambique                |
| ------------------------- | -------- | ------------------------- |
| - Piqueti 13' - Mendy 90' | Chi tiết | - Ratifo 48' - Nelson 89' |

| Zambia                                          | 4–1      | Namibia         |
| ----------------------------------------------- | -------- | --------------- |
| - Mulenga 13', 82' - Malama 55' - Kambole 90+1' | Chi tiết | - Shalulile 90' |

### Bảng L
| VT | Đội        | ST | T | H | B | BT | BB | HS | Đ  | Giành quyền tham dự |
| -- | ---------- | -- | - | - | - | -- | -- | -- | -- | ------------------- |
| 1  | Uganda     | 6  | 4 | 1 | 1 | 7  | 3  | +4 | 13 | Vòng chung kết      |
| 2  | Tanzania   | 6  | 2 | 2 | 2 | 6  | 5  | +1 | 8  | Vòng chung kết      |
| 3  | Lesotho    | 6  | 2 | 0 | 4 | 5  | 7  | −2 | 6  |                     |
| 4  | Cabo Verde | 6  | 1 | 0 | 5 | 5  | 13 | −8 | 3  |                     |

| Tanzania      | 1–1      | Lesotho    |
| ------------- | -------- | ---------- |
| - Samatta 28' | Chi tiết | - Tale 35' |

| Cabo Verde | 0–1      | Uganda           |
| ---------- | -------- | ---------------- |
|            | Chi tiết | - Sserunkuma 83' |

| Uganda | 0–0      | Tanzania |
| ------ | -------- | -------- |
|        | Chi tiết |          |

| Lesotho        | 1–1      | Cabo Verde    |
| -------------- | -------- | ------------- |
| - Motebang 70' | Chi tiết | - Djaniny 75' |

| Cabo Verde                     | 3–0      | Tanzania |
| ------------------------------ | -------- | -------- |
| - Gomes 16', 23' - Stopira 84' | Chi tiết |          |

| Uganda                             | 3–0      | Lesotho |
| ---------------------------------- | -------- | ------- |
| - Okwi 11', 64' - Miya 37' (ph.đ.) | Chi tiết |         |

| Tanzania                  | 2–0      | Cabo Verde |
| ------------------------- | -------- | ---------- |
| - Msuva 29' - Samatta 57' | Chi tiết |            |

| Lesotho | 0–2      | Uganda         |
| ------- | -------- | -------------- |
|         | Chi tiết | - Miya 5', 35' |

| Uganda      | 1–0      | Cabo Verde |
| ----------- | -------- | ---------- |
| - Kaddu 77' | Chi tiết |            |

| Lesotho         | 1–0      | Tanzania |
| --------------- | -------- | -------- |
| - Lerotholi 76' | Chi tiết |          |

| Tanzania                                     | 3–0      | Uganda |
| -------------------------------------------- | -------- | ------ |
| - Msuva 21' - Nyoni 51' (ph.đ.) - Morris 57' | Chi tiết |        |

| Cabo Verde | 0–0      | Lesotho |
| ---------- | -------- | ------- |
|            | Chi tiết |         |

## Đội vượt qua vòng loại

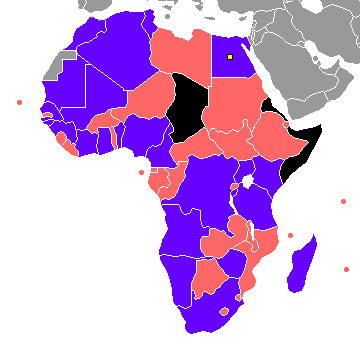
Vượt qua vòng loại
Không vượt qua vòng loại
Bỏ cuộc hoặc không tham gia vòng loại
Không phải thành viên CAF

24 đội sau đã vượt qua vòng loại.
| Đội          | Vượt qua vòng loại với tư cách | Vượt qua vòng loại vào ngày | Số lần xuất hiện trong giải đấu cúp bóng đá châu Phi |
| ------------ | ------------------------------ | --------------------------- | ---------------------------------------------------- |
| Sénégal      | Đội đầu bảng A                 | 16 tháng 10 năm 2018        | 14                                                   |
| Madagascar   | Đội nhì bảng A                 | 16 tháng 10 năm 2018        | 0 (lần đầu)                                          |
| Maroc        | Đội đầu bảng B                 | 17 tháng 11 năm 2018        | 16                                                   |
| Cameroon     | Đội nhì bảng B                 | 23 tháng 3 năm 2019         | 18                                                   |
| Mali         | Đội đầu bảng C                 | 17 tháng 11 năm 2018        | 10                                                   |
| Burundi      | Đội nhì bảng C                 | 23 tháng 3 năm 2019         | 0 (lần đầu)                                          |
| Algérie      | Đội đầu bảng D                 | 18 tháng 11 năm 2018        | 17                                                   |
| Bénin        | Đội nhì bảng D                 | 24 tháng 3 năm 2019         | 3                                                    |
| Nigeria      | Đội đầu bảng E                 | 17 tháng 11 năm 2018        | 17                                                   |
| Nam Phi      | Đội nhì bảng E                 | 24 tháng 3 năm 2019         | 9                                                    |
| Ghana        | Đội đầu bảng F                 | 30 tháng 11 năm 2018        | 21                                                   |
| Kenya        | Đội nhì bảng F                 | 30 tháng 11 năm 2018        | 5                                                    |
| Zimbabwe     | Đội đầu bảng G                 | 24 tháng 3 năm 2019         | 3                                                    |
| CHDC Congo   | Đội nhì bảng G                 | 24 tháng 3 năm 2019         | 18                                                   |
| Guinée       | Đội đầu bảng H                 | 18 tháng 11 năm 2018        | 11                                                   |
| Bờ Biển Ngà  | Đội nhì bảng H                 | 18 tháng 11 năm 2018        | 22                                                   |
| Angola       | Đội đầu bảng I                 | 22 tháng 3 năm 2019         | 7                                                    |
| Mauritanie   | Đội nhì bảng I                 | 18 tháng 11 năm 2018        | 0 (lần đầu)                                          |
| Tunisia      | Đội đầu bảng J                 | 16 tháng 10 năm 2018        | 18                                                   |
| Ai Cập       | Đội nhì bảng J / Chủ nhà       | 16 tháng 10 năm 2018        | 23                                                   |
| Guiné-Bissau | Đội đầu bảng K                 | 23 tháng 3 năm 2019         | 1                                                    |
| Namibia      | Đội nhì bảng K                 | 23 tháng 3 năm 2019         | 2                                                    |
| Uganda       | Đội đầu bảng L                 | 17 tháng 11 năm 2018        | 6                                                    |
| Tanzania     | Đội nhì bảng L                 | 24 tháng 3 năm 2019         | 1                                                    |

## Cầu thủ ghi bàn
7 bàn
- Odion Ighalo

6  bàn
- Fiston Abdul Razak

5  bàn
- El Fardou Ben Nabouhane
- Knowledge Musona

4  bàn
- Mateus Galiano
- Mohamed Salah
- Anis Saltou
- Percy Tau
- Naim Sliti

3  bàn
- Baghdad Bounedjah
- Gelson
- Cédric Amissi
- Thievy Bifouma
- Cédric Bakambu
- Trézéguet
- Emilio Nsue
- Frédéric Mendy
- William Jebor
- Ahmad Benali
- Carolus Andriamatsinoro
- Faneva Imà Andriatsima
- Paulin Voavy
- Ismaël Diakité
- Hakim Ziyech
- Jacques Tuyisenge
- M'Baye Niang
- Farouk Miya
- Justin Shonga
- Khama Billiat

2  bàn
- Riyad Mahrez
- Steve Mounié
- Aristide Bancé
- Bertrand Traoré
- Eric Maxim Choupo-Moting
- Ricardo Gomes
- Prince Ibara
- Marwan Mohsen
- Denis Bouanga
- Assan Ceesay
- Jordan Ayew
- Raphael Dwamena
- François Kamano
- Piqueti
- Eric Bailly
- Maxwel Cornet
- Seydou Doumbia
- Jonathan Kodjia
- Michael Olunga
- Hamdou Elhouni
- Mohamed Zubya
- Kalifa Coulibaly
- Adama Traoré
- Youssef En-Nesyri
- Stanley Ratifo
- Reginaldo
- Peter Shalulile
- Victorien Adebayor
- Ahmed Musa
- Idrissa Gueye
- Moussa Sow
- Lebo Mothiba
- James Moga
- Simon Msuva
- Mbwana Samatta
- Firas Chaouat
- Taha Yassine Khenissi
- Yassine Meriah
- Emmanuel Okwi
- Augustine Mulenga

1  bàn
- Mehdi Abeid
- Youcef Attal
- Ramy Bensebaini
- Sofiane Hanni
- Djalma
- Wilson Eduardo
- Sessi D'Almeida
- David Djigla
- Stéphane Sessègnon
- Keeagile Kobe
- Issoufou Dayo
- Banou Diawara
- Jonathan Pitroipa
- Abdou Razack Traoré
- Saido Berahino
- Gaël Duhayindavyi
- Vincent Aboubakar
- Stéphane Bahoken
- Christian Bassogog
- Clinton N'Jie
- Djaniny
- Stopira
- Junior Gourrier
- Habib Habibou
- Salif Kéïta
- Geoffrey Kondogbia
- Chaker Alhadhur
- Nasser Chamed
- Benjaloud Youssouf
- Merveil Ndockyt
- Prince Oniangué
- Mohamed Salem Breik
- Abdi Idleh Hamza
- Yannick Bolasie
- Kabongo Kasongo
- Chancel Mbemba
- Elia Meschak
- Ayman Ashraf
- Ahmed Elmohamady
- Baher El Mohamady
- Mohamed Elneny
- Ahmed Hegazi
- Salah Mohsen
- Amr Warda